# Drive-Thru Records
Drive-Thru Records är ett California-baserat skivbolag som grundades 1996. Etiketten var ansvarig för att popularisera pop-punk/emo soundet i början till mitten av 2000-talet. Bolaget hade i början ekonomiska hinder för att få in bandens musik i affärer. Man gjorde då ett distributionsavtal med Geffen Records.
Band som uppmärksammats genom etiketten är bland andra Halifax, Allister, New Found Glory, Fenix*TX, Midtown, Finch, The Starting Line, Rx Bandits, Something Corporate, Dashboard Confessional, The Early November, Senses Fail, Home Grown och Hellogoodbye.